# Convocazioni al campionato europeo femminile di pallavolo 2021
Elenco delle giocatrici convocate per il campionato europeo 2021.

## Azerbaigian
| N° | Nome                  | Ruolo | Data di nascita  | Squadra              |
| -- | --------------------- | ----- | ---------------- | -------------------- |
| -  | Vugar Aliyev          | All   | 19 gennaio 1974  | -                    |
| 2  | Jana Dorošenko        | P     | 5 luglio 1994    | Hapoël Emek Hefer    |
| 4  | Ilhama Aliyeva        | S     | 4 settembre 1999 | Murov                |
| 6  | Ayşən Əbdüləzimova    | C     | 11 aprile 1993   | Sarıyer              |
| 7  | Olena Charčenko       | C     | 25 novembre 1995 | Kaposvári            |
| 10 | Anastasiya Mertsalova | C     | 17 luglio 2001   | Maccabi Hod Hasharon |
| 11 | Anastasiia Baidiuk    | S     | 5 dicembre 1999  | Murov                |
| 14 | Kryscina Besman       | P     | 13 febbraio 1996 | Lipeck               |
| 15 | Nilufar Aghazada      | C     | 19 giugno 2001   | -                    |
| 16 | Iuliia Karimova       | L     | 7 febbraio 1988  | Azərreyl             |
| 18 | Shafagat Alishanova   | P     | 3 agosto 1991    | Abşeron              |
| 19 | Bəyaz Əliyeva         | L     | 9 giugno 1990    | Mubariz              |
| 20 | Marharyta Stepanenko  | O     | 25 aprile 1993   | Minčanka             |
| 21 | Kseniya Pavlenko      | C     | 30 agosto 1993   | Azərreyl             |
| 22 | Maryia Kiryliuk       | C     | 16 febbraio 1995 | -                    |

## Belgio
| N° | Nome               | Ruolo | Data di nascita   | Squadra              |
| -- | ------------------ | ----- | ----------------- | -------------------- |
| -  | Gert Vande Broek   | All   | 28 febbraio 1967  | -                    |
| 2  | Elise Van Sas      | P     | 1º agosto 1997    | Oudegem              |
| 3  | Britt Herbots      | S     | 24 settembre 1999 | AGIL                 |
| 4  | Nathalie Lemmens   | C     | 12 marzo 1995     | Saint-Cloud Paris SF |
| 5  | Jodie Guilliams    | S     | 26 aprile 1997    | Vilsbiburg           |
| 6  | Helena Gilson      | O     | 28 giugno 1999    | Limburg              |
| 7  | Celine Van Gestel  | S     | 7 novembre 1997   | San Casciano         |
| 9  | Nel Demeyer        | L     | 21 marzo 2001     | Oudegem              |
| 10 | Dominika Sobolska  | C     | 3 dicembre 1991   | Târgoviște           |
| 13 | Marlies Janssens   | C     | 4 giugno 1997     | Asterix Avo          |
| 15 | Jutta van de Vyver | P     | 11 giugno 1996    | Asterix Avo          |
| 17 | Ilka van de Vyver  | P     | 26 gennaio 1993   | Târgoviște           |
| 18 | Britt Rampelberg   | L     | 5 giugno 2000     | Asterix Avo          |
| 19 | Silke Van Avermaet | C     | 2 giugno 1999     | Asterix Avo          |
| 21 | Manon Stragier     | S     | 12 marzo 1999     | Asterix Avo          |

## Bielorussia
| N° | Nome                 | Ruolo | Data di nascita   | Squadra             |
| -- | -------------------- | ----- | ----------------- | ------------------- |
| -  | Stanislaŭ Salikaŭ    | All   | 12 marzo 1974     | Minčanka            |
| 1  | Viktoryja Hanieva    | L     | 26 aprile 1996    | Minčanka            |
| 3  | Nadzeja Stoljar      | C     | 11 gennaio 1996   | Minčanka            |
| 4  | Anastasija Kananovič | P     | 1º maggio 1993    | Minčanka            |
| 6  | Anastasija Harėlik   | S     | 20 marzo 1991     | Leningradka         |
| 7  | Alena Burak          | L     | 3 luglio 1993     | Minčanka            |
| 8  | Kacjaryna Sakol'čik  | S     | 27 luglio 1993    | Leningradka         |
| 9  | Nadzeja Uladyka      | C     | 2 gennaio 1992    | Minčanka            |
| 11 | Hanna Klimec         | O     | 4 marzo 1998      | Dinamo Mosca        |
| 15 | Taccjana Markevič    | S     | 25 marzo 1988     | Minčanka            |
| 16 | Vera Kascjučyk       | O     | 27 settembre 2000 | Uraločka            |
| 17 | Anastasija Šaša      | P     | 6 giugno 1996     | Minčanka            |
| 18 | Hanna Hryškevič      | S     | 8 febbraio 2000   | Pro Victoria        |
| 20 | Dar'ja Ionava        | C     | 29 agosto 1989    | Kamunal'nik Mahilëŭ |
| 21 | Alena Lazjuk         | C     | 24 luglio 1990    | Kamunal'nik Mahilëŭ |

## Bosnia ed Erzegovina
| N° | Nome               | Ruolo | Data di nascita  | Squadra         |
| -- | ------------------ | ----- | ---------------- | --------------- |
| -  | Stevan Ljubičić    | All   | 29 agosto 1980   | Dinamo Bucarest |
| 1  | Ajla Paradžik      | C     | 29 luglio 1994   | Vandœuvre Nancy |
| 2  | Žana Dragutinović  | C     | 17 febbraio 1997 | Jedinstvo Brčko |
| 3  | Milana Božić       | P     | 19 luglio 2000   | Ub              |
| 4  | Ajla Hadžić        | P     | 25 aprile 1995   | Jedinstvo Brčko |
| 5  | Tamara Đapa        | P     | 10 aprile 1992   | Banjaluka       |
| 6  | Ivana Radović      | S     | 6 agosto 2000    | Jedinstvo Brčko |
| 7  | Anđelka Radišković | S     | 30 marzo 1992    | Kamnik          |
| 9  | Edina Begić        | S     | 9 ottobre 1992   | Pro Victoria    |
| 10 | Ela Klopić         | C     | 21 agosto 2001   | Igman Ilidža    |
| 11 | Edina Selimović    | C     | 4 giugno 1991    | Voluntari       |
| 12 | Milica Ivković     | L     | 2 maggio 1994    | Banjaluka       |
| 15 | Dženita Rašidović  | L     | 10 giugno 1993   | Goražde         |
| 16 | Elena Babić        | O     | 11 dicembre 1998 | Jedinstvo Brčko |
| 17 | Dajana Bošković    | O     | 11 aprile 1994   | Kuzeyboru       |

## Bulgaria
| N° | Nome                | Ruolo | Data di nascita  | Squadra          |
| -- | ------------------- | ----- | ---------------- | ---------------- |
| -  | Ivan Petkov         | All   | 18 ottobre 1976  | Prometej         |
| 1  | Gergana Dimitrova   | S     | 22 febbraio 1996 | Târgoviște       |
| 2  | Nasja Dimitrova     | C     | 6 novembre 1992  | Dinamo Bucarest  |
| 4  | Eva Janeva          | S     | 31 luglio 1985   | Volero Le Cannet |
| 6  | Miroslava Paskova   | S     | 16 febbraio 1996 | Marica           |
| 7  | Lora Kitipova       | P     | 19 maggio 1991   | Prometej         |
| 8  | Petja Barakova      | P     | 18 giugno 1994   | Marica           |
| 9  | Borislava Săjkova   | C     | 14 luglio 2000   | Metal Galați     |
| 10 | Mira Todorova       | C     | 12 aprile 1994   | MTV Stoccarda    |
| 11 | Hristina Ruseva     | C     | 1º ottobre 1991  | PTT              |
| 14 | Emilija Nikolova    | O     | 26 dicembre 1991 | PTT              |
| 15 | Žana Todorova       | L     | 6 gennaio 1997   | Marica           |
| 16 | Elica Vasileva      | S     | 13 maggio 1990   | Savino Del Bene  |
| 18 | Galina Karabaševa   | L     | 6 agosto 2002    | Újpest           |
| 19 | Aleksandra Milanova | S     | 4 luglio 2001    | Marica           |

## Croazia
| N° | Nome               | Ruolo | Data di nascita   | Squadra               |
| -- | ------------------ | ----- | ----------------- | --------------------- |
| -  | Daniele Santarelli | All   | 8 giugno 1981     | Imoco                 |
| 1  | Rene Sain          | L     | 23 aprile 1997    | RC Cannes             |
| 3  | Ema Strunjak       | C     | 24 settembre 1999 | Vasas                 |
| 4  | Božana Butigan     | C     | 19 agosto 2000    | Imoco                 |
| 5  | Nikolina Božičević | L     | 14 gennaio 1995   | Metal Galați          |
| 6  | Klara Perić        | P     | 30 marzo 1998     | HAOK Mladost          |
| 9  | Lucija Mlinar      | S     | 6 maggio 1995     | Wealth Planet Perugia |
| 10 | Matea Ikić         | S     | 25 maggio 1989    | Kuzeyboru             |
| 12 | Beta Dumančić      | C     | 26 marzo 1991     | Bergamo               |
| 13 | Samanta Fabris     | O     | 8 febbraio 1992   | Dinamo-Ak Bars        |
| 14 | Martina Šamadan    | C     | 11 settembre 1993 | Savino Del Bene       |
| 16 | Laura Miloš        | S     | 20 ottobre 1994   | Saint-Raphaël         |
| 17 | Lea Deak           | P     | 27 aprile 2000    | Volero Zurigo         |
| 18 | Karla Klarić       | S     | 5 settembre 1994  | Nyíregyháza           |
| 20 | Dinka Kulić        | S     | 2 agosto 1997     | HAOK Mladost          |

## Finlandia
| N° | Nome                  | Ruolo | Data di nascita  | Squadra      |
| -- | --------------------- | ----- | ---------------- | ------------ |
| -  | Tapio Kangasniemi     | All   | 7 marzo 1979     | -            |
| 2  | Anna Czakan           | C     | 19 luglio 1996   | Viesti Salo  |
| 3  | Katja Kylmäaho        | P     | 21 aprile 1994   | Kangasala    |
| 5  | Suvi Kokkonen         | S     | 1º febbraio 2000 | Nantes       |
| 6  | Michaela Madsen       | C     | 28 dicembre 1993 | Olomouc      |
| 7  | Emmi Riikilä          | S     | 17 giugno 1999   | Hämeenlinnan |
| 8  | Kaisa Alanko          | P     | 3 gennaio 1993   | Nantes       |
| 11 | Salla Karhu           | S     | 9 aprile 1994    | Kangasala    |
| 12 | Piia Korhonen         | O     | 12 gennaio 1997  | Hermaea      |
| 13 | Ronja Heikkiniemi     | S     | 3 dicembre 1998  | Kangasala    |
| 15 | Daniela Öhman         | C     | 16 marzo 1997    | Hämeenlinnan |
| 16 | Netta Laaksonen       | L     | 2 marzo 2001     | Viesti Salo  |
| 17 | Laura Penttilä        | L     | 21 febbraio 2002 | Nurmon Jymy  |
| 20 | Yasmine Madsen        | O     | 27 maggio 1999   | Hämeenlinnan |
| 21 | Georgia Andrikopoulou | O     | 25 maggio 1998   | Viesti Salo  |

## Francia
| N° | Nome                 | Ruolo | Data di nascita   | Squadra              |
| -- | -------------------- | ----- | ----------------- | -------------------- |
| -  | Émile Rousseaux      | All   | 3 aprile 1961     | -                    |
| 1  | Héléna Cazaute       | S     | 17 dicembre 1997  | ASPTT Mulhouse       |
| 3  | Amandine Giardino    | L     | 30 marzo 1995     | Volero Le Cannet     |
| 9  | Nina Stojiljković    | P     | 1º settembre 1996 | Saint-Cloud Paris SF |
| 11 | Lucille Gicquel      | O     | 13 novembre 1997  | Imoco                |
| 12 | Isaline Sager-Weider | C     | 5 luglio 1988     | RC Cannes            |
| 15 | Amandha Sylves       | C     | 29 dicembre 2000  | Nantes               |
| 21 | Eva Elouga           | C     | 14 ottobre 1999   | Quimper              |
| 34 | Lisa Arbos           | S     | 22 novembre 1996  | JAV Olímpico         |
| 38 | Leïa Ratahiry        | S     | 27 settembre 2002 | IFVB                 |
| 63 | Emilie Respaut       | P     | 25 aprile 2003    | IFVB                 |
| 81 | Jade Defraeye        | C     | 22 marzo 2003     | IFVB                 |
| 88 | Amélie Rotar         | O     | 24 ottobre 2000   | Venelles             |
| 91 | Halimatou Bah        | S     | 21 dicembre 2003  | IFVB                 |
| 99 | Juliette Gelin       | L     | 2 novembre 2001   | Chamalières          |

## Germania
| N° | Nome              | Ruolo | Data di nascita   | Squadra               |
| -- | ----------------- | ----- | ----------------- | --------------------- |
| -  | Felix Koslowski   | All   | 18 marzo 1984     | Schweriner            |
| 1  | Linda Bock        | L     | 27 maggio 2000    | Münster               |
| 2  | Pia Kästner       | P     | 29 giugno 1998    | MTV Stoccarda         |
| 4  | Denise Imoudu     | P     | 14 dicembre 1995  | Schweriner            |
| 6  | Jennifer Geerties | S     | 5 aprile 1994     | Dresdner              |
| 8  | Kimberly Drewniok | O     | 11 agosto 1997    | Savino Del Bene       |
| 9  | Lina Alsmeier     | S     | 29 giugno 2000    | Schweriner            |
| 10 | Lena Stigrot      | S     | 20 dicembre 1994  | Dresdner              |
| 11 | Louisa Lippmann   | O     | 23 settembre 1994 | Lokomotiv Kaliningrad |
| 12 | Hanna Orthmann    | S     | 3 ottobre 1998    | Pro Victoria          |
| 14 | Marie Schölzel    | C     | 1º agosto 1997    | Schweriner            |
| 16 | Lea Ambrosius     | C     | 22 maggio 2000    | Schweriner            |
| 17 | Anna Pogany       | L     | 21 luglio 1994    | Schweriner            |
| 21 | Camilla Weitzel   | C     | 11 giugno 2000    | Dresdner              |
| 22 | Monique Strubbe   | C     | 5 luglio 2001     | Dresdner              |

## Grecia
| N° | Nome                   | Ruolo | Data di nascita   | Squadra        |
| -- | ---------------------- | ----- | ----------------- | -------------- |
| -  | Guillermo Hernández    | All   | 18 giugno 1977    | Potsdam        |
| 1  | Katerina Giōta         | C     | 7 giugno 1990     | Vasas          |
| 2  | Maria Elenī Artakianou | L     | 21 maggio 1994    | Thīras         |
| 3  | Sofia Kosma            | S     | 15 dicembre 1993  | Kanti          |
| 4  | Olga Vergidou          | P     | 17 dicembre 1991  | PAOK           |
| 6  | Martha Anthoulī        | O     | 18 marzo 2004     | Arīs Salonicco |
| 7  | Geōrgia Lamprousī      | C     | 27 giugno 1993    | ASPTT Mulhouse |
| 8  | Panagiōta Rogka        | L     | 4 luglio 1987     | Arīs Salonicco |
| 9  | Olga Strantzalī        | S     | 12 gennaio 1996   | Chemik Police  |
| 10 | Ioanna Polynopoulou    | C     | 4 settembre 1995  | PAOK           |
| 11 | Anthī Vasilantōnakī    | S     | 9 aprile 1996     | Aydın BB       |
| 12 | Evaggelia Chantava     | S     | 26 ottobre 1990   | Panathīnaïkos  |
| 14 | Stylianī Christodoulou | P     | 19 luglio 1991    | Aydın BB       |
| 20 | Kōnstantina Vlachakī   | S     | 8 maggio 1995     | Thīras         |
| 22 | Angeliki Emmanouilidou | C     | 18 settembre 1994 | Thīras         |

## Italia
| N° | Nome                  | Ruolo | Data di nascita   | Squadra               |
| -- | --------------------- | ----- | ----------------- | --------------------- |
| -  | Davide Mazzanti       | All   | 15 ottobre 1976   | Wealth Planet Perugia |
| 3  | Alessia Gennari       | S     | 3 novembre 1991   | UYBA                  |
| 4  | Sara Bonifacio        | C     | 3 luglio 1996     | AGIL                  |
| 5  | Ofelia Malinov        | P     | 29 febbraio 1996  | Savino Del Bene       |
| 6  | Monica De Gennaro     | L     | 8 gennaio 1987    | Imoco                 |
| 8  | Alessia Orro          | P     | 18 luglio 1998    | Pro Victoria          |
| 10 | Cristina Chirichella  | C     | 10 febbraio 1994  | AGIL                  |
| 11 | Anna Danesi           | C     | 20 aprile 1996    | Pro Victoria          |
| 13 | Sarah Fahr            | C     | 12 settembre 2001 | Imoco                 |
| 14 | Elena Pietrini        | S     | 17 marzo 2000     | Savino Del Bene       |
| 15 | Sylvia Nwakalor       | O     | 12 agosto 1999    | San Casciano          |
| 17 | Myriam Sylla          | S     | 8 gennaio 1995    | Imoco                 |
| 18 | Paola Egonu           | O     | 18 dicembre 1998  | Imoco                 |
| 20 | Beatrice Parrocchiale | L     | 26 dicembre 1995  | Pro Victoria          |
| 24 | Alessia Mazzaro       | C     | 19 settembre 1998 | Chieri '76            |
| 29 | Sofia D'Odorico       | S     | 6 gennaio 1997    | Trentino Rosa         |

## Paesi Bassi
| N° | Nome            | Ruolo | Data di nascita   | Squadra               |
| -- | --------------- | ----- | ----------------- | --------------------- |
| -  | Avital Selinger | All   | 10 marzo 1959     | Talent Team           |
| 1  | Kirsten Knip    | L     | 14 settembre 1992 | Sliedrecht            |
| 4  | Celeste Plak    | S     | 26 ottobre 1995   | -                     |
| 6  | Maret Grothues  | S     | 16 settembre 1988 | Aydın BB              |
| 7  | Juliët Lohuis   | C     | 10 settembre 1996 | MTV Stoccarda         |
| 8  | Demi Korevaar   | C     | 9 agosto 2000     | Münster               |
| 9  | Myrthe Schoot   | L     | 29 agosto 1988    | Vilsbiburg            |
| 11 | Anne Buijs      | S     | 2 dicembre 1991   | Praia Clube           |
| 12 | Britt Bongaerts | P     | 3 novembre 1996   | ŁKS                   |
| 14 | Laura Dijkema   | P     | 18 febbraio 1990  | Lokomotiv Kaliningrad |
| 16 | Indy Baijens    | C     | 4 febbraio 2001   | Chemik Police         |
| 18 | Marrit Jasper   | S     | 28 febbraio 1996  | Millenium Brescia     |
| 19 | Nika Daalderop  | S     | 29 novembre 1998  | AGIL                  |
| 23 | Eline Timmerman | C     | 30 dicembre 1998  | PTSV Aachen           |
| 26 | Elles Dambrink  | O     | 22 giugno 2003    | Capelle               |

## Polonia
| N° | Nome                | Ruolo | Data di nascita  | Squadra            |
| -- | ------------------- | ----- | ---------------- | ------------------ |
| -  | Jacek Nawrocki      | All   | 20 agosto 1965   | -                  |
| 1  | Julia Nowicka       | P     | 21 ottobre 1998  | Budowlani Łódź     |
| 2  | Martyna Grajber     | S     | 28 marzo 1995    | Chemik Police      |
| 3  | Klaudia Alagierska  | C     | 2 gennaio 1996   | ŁKS                |
| 8  | Maria Stenzel       | L     | 25 novembre 1998 | Budowlani Łódź     |
| 9  | Magdalena Stysiak   | O     | 3 dicembre 2000  | Savino Del Bene    |
| 10 | Zuzanna Efimienko   | C     | 8 agosto 1989    | Developres Rzeszów |
| 11 | Martyna Łukasik     | O     | 26 novembre 1999 | Chemik Police      |
| 13 | Monika Jagła        | L     | 4 gennaio 2000   | Joker Świecie      |
| 16 | Marta Ziółkowska    | C     | 2 novembre 1995  | Pałac Bydgoszcz    |
| 17 | Malwina Smarzek     | O     | 3 giugno 1996    | AGIL               |
| 19 | Monika Fedusio      | S     | 6 novembre 1999  | Budowlani Łódź     |
| 20 | Martyna Czyrniańska | S     | 13 ottobre 2003  | SMS PZPS Szczyrk   |
| 26 | Katarzyna Wenerska  | P     | 9 marzo 1993     | Joker Świecie      |
| 88 | Zuzanna Górecka     | S     | 10 aprile 2000   | Budowlani Łódź     |

## Rep. Ceca
| N° | Nome                   | Ruolo | Data di nascita   | Squadra          |
| -- | ---------------------- | ----- | ----------------- | ---------------- |
| -  | Giannīs Athanasopoulos | All   | 24 agosto 1978    | MTV Stoccarda    |
| 1  | Andrea Kossányiová     | S     | 6 agosto 1993     | BKS              |
| 2  | Eva Hodanová           | S     | 18 dicembre 1993  | Olymp Praha      |
| 3  | Veronika Trnková       | C     | 11 ottobre 1995   | Dukla Liberec    |
| 4  | Gabriela Orvošová      | O     | 28 gennaio 2001   | BKS              |
| 5  | Eva Svobodová          | S     | 6 maggio 1997     | Dukla Liberec    |
| 8  | Barbora Purchartová    | C     | 9 maggio 1992     | Olymp Praha      |
| 10 | Kateřina Valková       | P     | 6 febbraio 1996   | Olomouc          |
| 11 | Veronika Dostalová     | L     | 7 aprile 1992     | Dukla Liberec    |
| 12 | Michaela Mlejnková     | S     | 26 luglio 1996    | MTV Stoccarda    |
| 14 | Adela Chevalierová     | L     | 9 ottobre 1997    | Ostrava          |
| 15 | Magdaléna Jehlářová    | C     | 16 gennaio 2000   | Washington State |
| 18 | Pavlína Šimáňová       | C     | 5 aprile 1996     | Olymp Praha      |
| 19 | Petra Kojdová          | S     | 23 settembre 1993 | Újpest           |
| 23 | Simona Kopecká         | P     | 28 novembre 1993  | Dukla Liberec    |

## Romania
| N° | Nome                    | Ruolo | Data di nascita  | Squadra        |
| -- | ----------------------- | ----- | ---------------- | -------------- |
| -  | Luciano Pedullà         | All   | 3 agosto 1957    | -              |
| 1  | Diana Ariton            | C     | 1º gennaio 1998  | Medgidia       |
| 3  | Rodica Buterez          | S     | 25 luglio 1999   | Târgoviște     |
| 4  | Diana Tătaru            | P     | 19 aprile 1988   | Lugoj          |
| 7  | Petruța Orlandea        | C     | 7 aprile 1999    | Târgoviște     |
| 10 | Denisa Ionescu          | C     | 8 luglio 2002    | Argeș Pitești  |
| 11 | Adriana Matei           | S     | 24 maggio 1998   | Medgidia       |
| 12 | Sorina Miclăuș          | S     | 15 aprile 1999   | Metal Galați   |
| 13 | Alexandra Ciucu         | L     | 13 novembre 1995 | Știința Bacău  |
| 14 | Alexia Căruțașu         | O     | 10 giugno 2003   | Yeşilyurt      |
| 15 | Marina Cojocaru         | P     | 31 marzo 1992    | Medgidia       |
| 16 | Andra Cojocaru          | L     | 8 maggio 2002    | Rapid Bucarest |
| 19 | Adelina Budăi-Ungureanu | S     | 29 luglio 2000   | Cuneo Granda   |
| 20 | Georgiana Popa          | S     | 24 marzo 2003    | Lugoj          |
| 23 | Roxana Roman            | C     | 7 giugno 1998    | Alba-Blaj      |

## Russia
| N° | Nome               | Ruolo | Data di nascita  | Squadra          |
| -- | ------------------ | ----- | ---------------- | ---------------- |
| -  | Sergio Busato      | All   | 24 gennaio 1966  | -                |
| 1  | Elizaveta Kotova   | C     | 31 maggio 1998   | Uraločka         |
| 4  | Dar'ja Pilipenko   | L     | 9 giugno 1990    | Uraločka         |
| 5  | Polina Matveeva    | P     | 8 agosto 2002    | Zareč'e Odincovo |
| 10 | Arina Fedorovceva  | S     | 19 gennaio 2004  | Dinamo-Ak Bars   |
| 11 | Julija Brovkina    | C     | 31 maggio 2001   | Enisej           |
| 12 | Anna Lazareva      | O     | 31 gennaio 1997  | IBK Altos        |
| 13 | Evgenija Starceva  | P     | 12 febbraio 1989 | Dinamo-Ak Bars   |
| 17 | Tat'jana Kadočkina | S     | 21 marzo 2003    | Dinamo-Ak Bars   |
| 22 | Tamara Zajceva     | L     | 16 dicembre 1994 | Dinamo Krasnodar |
| 23 | Irina Kapustina    | S     | 20 aprile 1998   | Lipeck           |
| 25 | Ksenija Smirnova   | S     | 24 aprile 1998   | Uraločka         |
| 26 | Ekaterina Enina    | C     | 10 maggio 1993   | Dinamo Mosca     |

## Serbia
| N° | Nome              | Ruolo | Data di nascita   | Squadra            |
| -- | ----------------- | ----- | ----------------- | ------------------ |
| -  | Zoran Terzić      | All   | 9 luglio 1966     | Fenerbahçe         |
| 1  | Bianka Buša       | S     | 25 luglio 1994    | Fenerbahçe         |
| 2  | Katarina Lazović  | S     | 12 settembre 1999 | ŁKS                |
| 3  | Sara Carić        | S     | 1º febbraio 2001  | TENT               |
| 5  | Mina Popović      | C     | 17 settembre 1994 | Savino Del Bene    |
| 8  | Slađana Mirković  | P     | 7 ottobre 1995    | Eczacıbaşı         |
| 10 | Maja Ognjenović   | P     | 6 agosto 1984     | VakıfBank          |
| 11 | Stefana Veljković | C     | 9 gennaio 1990    | -                  |
| 13 | Ana Bjelica       | O     | 3 aprile 1992     | Radomka            |
| 16 | Milena Rašić      | C     | 25 ottobre 1990   | VakıfBank          |
| 17 | Silvija Popović   | L     | 15 marzo 1986     | Alba-Blaj          |
| 18 | Tijana Bošković   | O     | 8 marzo 1997      | Eczacıbaşı         |
| 19 | Bojana Milenković | S     | 6 marzo 1997      | Alba-Blaj          |
| 20 | Jelena Blagojević | S     | 1º dicembre 1988  | Developres Rzeszów |
| 21 | Jovana Kocić      | C     | 24 febbraio 1998  | Alba-Blaj          |

## Slovacchia
| N° | Nome               | Ruolo | Data di nascita  | Squadra          |
| -- | ------------------ | ----- | ---------------- | ---------------- |
| -  | Marco Fenoglio     | All   | 16 marzo 1970    | -                |
| 1  | Michaela Abrhámová | C     | 31 agosto 1993   | Volero Le Cannet |
| 2  | Barbora Koseková   | P     | 22 novembre 1994 | Békéscsabai      |
| 6  | Karin Palgutová    | S     | 12 febbraio 1993 | Vandœuvre Nancy  |
| 7  | Michaela Španková  | L     | 1º agosto 1999   | UKF Nitra        |
| 9  | Jaroslava Pencová  | C     | 24 giugno 1990   | Brusno           |
| 10 | Ema Smiešková      | C     | 3 gennaio 2003   | Pezinok-Bilíkova |
| 11 | Skarleta Jančová   | L     | 16 gennaio 1997  | Pezinok-Bilíkova |
| 12 | Nikola Radosová    | S     | 3 maggio 1992    | Nyíregyháza      |
| 13 | Romana Krišková    | O     | 2 maggio 1993    | Nevşehir         |
| 14 | Tereza Hrušecká    | C     | 2 luglio 2002    | Pezinok-Bilíkova |
| 15 | Karolína Fričová   | S     | 29 aprile 2000   | Prostějov        |
| 16 | Anna Kohútová      | P     | 10 aprile 2003   | Pezinok-Bilíkova |
| 18 | Karin Šunderliková | O     | 17 luglio 1999   | Královo Pole     |
| 22 | Maria Kostelanská  | S     | 8 gennaio 1993   | Vasas            |

## Spagna
| N° | Nome                | Ruolo | Data di nascita   | Squadra        |
| -- | ------------------- | ----- | ----------------- | -------------- |
| -  | Pascual Saurín      | All   | 26 febbraio 1967  | JAV Olímpico   |
| 4  | Lucía Prol          | S     | 30 novembre 1999  | Emevé          |
| 5  | Alba Sánchez        | L     | 9 settembre 1991  | JAV Olímpico   |
| 6  | Lucrecia Castellano | C     | 18 giugno 2000    | JAV Olímpico   |
| 7  | Carmen Unzúe        | C     | 3 maggio 1997     | Alcobendas     |
| 9  | Elia Rodríguez      | P     | 19 maggio 2003    | -              |
| 10 | Inmaculada Lavado   | C     | 2 maggio 1999     | Emevé          |
| 11 | Carolina Camino     | O     | 28 settembre 2003 | Emevé          |
| 12 | Lucía Varela        | C     | 10 agosto 2003    | JAV Olímpico   |
| 13 | Patricia Llabrés    | L     | 15 aprile 1996    | Haris          |
| 16 | María Segura        | S     | 10 giugno 1992    | MTV Stoccarda  |
| 17 | Ana Escamilla       | S     | 10 luglio 1988    | UYBA           |
| 20 | Raquel Montoro      | O     | 25 novembre 2002  | JAV Olímpico   |
| 23 | Denia Bravo         | S     | 14 aprile 1998    | Algar Surmenor |
| 24 | María Álvarez       | P     | 1º settembre 1995 | Alcobendas     |

## Svezia
| N° | Nome               | Ruolo | Data di nascita   | Squadra            |
| -- | ------------------ | ----- | ----------------- | ------------------ |
| -  | Ettore Guidetti    | All   | 10 marzo 1974     | -                  |
| 1  | Elsa Arrestad      | C     | 26 dicembre 1998  | Örebro             |
| 2  | Sofia Andersson    | P     | 4 febbraio 2000   | Örebro             |
| 3  | Linda Andersson    | C     | 12 gennaio 1998   | Kuusamon           |
| 7  | Sofie Sjöberg      | L     | 22 agosto 1993    | Örebro             |
| 8  | Dalila-Lilly Topic | C     | 13 novembre 1997  | Hylte/Halmstad     |
| 9  | Rebecka Lazić      | S     | 24 settembre 1994 | San Casciano       |
| 10 | Isabelle Haak      | O     | 11 luglio 1999    | VakıfBank          |
| 11 | Alexandra Lazić    | S     | 24 settembre 1994 | Developres Rzeszów |
| 14 | Hanna Hellvig      | S     | 3 febbraio 2000   | Hylte/Halmstad     |
| 15 | Diana Lundvall     | S     | 27 ottobre 1996   | Genève             |
| 16 | Vilma Andersson    | P     | 4 dicembre 1999   | Engelholms         |
| 17 | Anna Haak          | S     | 19 settembre 1996 | ASPTT Mulhouse     |
| 18 | Julia Nilsson      | C     | 2 maggio 1997     | Engelholms         |
| 21 | Gabriella Lundvall | L     | 26 giugno 1996    | Sollentuna         |

## Svizzera
| N° | Nome              | Ruolo | Data di nascita  | Squadra             |
| -- | ----------------- | ----- | ---------------- | ------------------- |
| -  | Saskia van Hintum | All   | 24 aprile 1970   | Züri Unterland      |
| 2  | Korina Perkovac   | S     | 7 luglio 1999    | Kanti               |
| 3  | Nicole Eiholzer   | S     | 3 luglio 1995    | Düdingen            |
| 5  | Thays Deprati     | L     | 14 aprile 1992   | Düdingen            |
| 6  | Madlaina Matter   | C     | 19 ottobre 1996  | Sm'Aesch Pfeffingen |
| 7  | Méline Pierret    | P     | 18 gennaio 1999  | Düdingen            |
| 8  | Samira Sulser     | C     | 22 dicembre 1995 | Düdingen            |
| 9  | Sarina Wieland    | S     | 8 luglio 1997    | Düdingen            |
| 10 | Sarah Van Rooij   | S     | 28 aprile 1991   | Cheseaux            |
| 11 | Maja Storck       | O     | 8 ottobre 1998   | Dresdner            |
| 13 | Oriane Hämmerli   | P     | 30 gennaio 1996  | Cheseaux            |
| 14 | Laura Künzler     | S     | 25 dicembre 1996 | Venelles            |
| 16 | Flavia Knutti     | L     | 13 gennaio 1998  | Düdingen            |
| 19 | Godeliv Schwarz   | C     | 21 dicembre 2002 | Volero Zurigo       |
| 24 | Léa Zurlinden     | C     | 20 agosto 2001   | Düdingen            |

## Turchia
| N° | Nome              | Ruolo | Data di nascita   | Squadra           |
| -- | ----------------- | ----- | ----------------- | ----------------- |
| -  | Giovanni Guidetti | All   | 20 settembre 1972 | VakıfBank         |
| 2  | Simge Aköz        | L     | 23 aprile 1991    | Eczacıbaşı        |
| 3  | Cansu Özbay       | P     | 17 ottobre 1996   | VakıfBank         |
| 4  | Tuğba Şenoğlu     | S     | 2 febbraio 1998   | VakıfBank         |
| 7  | Hande Baladın     | S     | 1º settembre 1997 | Eczacıbaşı        |
| 8  | Yasemin Güveli    | C     | 5 febbraio 1999   | Eczacıbaşı        |
| 9  | Meliha İsmailoğlu | S     | 17 settembre 1993 | VakıfBank         |
| 10 | Ayça Aykaç        | L     | 27 febbraio 1996  | VakıfBank         |
| 12 | Buse Ünal         | P     | 29 luglio 1997    | Nilüfer           |
| 13 | Meryem Boz        | O     | 3 febbraio 1988   | Aydın BB          |
| 14 | Eda Erdem         | C     | 22 febbraio 1987  | Fenerbahçe        |
| 18 | Zehra Güneş       | C     | 7 luglio 1999     | VakıfBank         |
| 22 | İlkin Aydın       | S     | 5 gennaio 2000    | Galatasaray       |
| 95 | Beliz Başkır      | C     | 26 dicembre 1998  | Fenerbahçe        |
| 99 | Ebrar Karakurt    | O     | 17 gennaio 2000   | Türk Hava Yolları |

## Ucraina
| N° | Nome                 | Ruolo | Data di nascita   | Squadra     |
| -- | -------------------- | ----- | ----------------- | ----------- |
| -  | Volodimir Orlov      | All   | 16 maggio 1966    | -           |
| 1  | Kateryna Dudnyk      | S     | 30 dicembre 1995  | Prometej    |
| 2  | Diana Karpec'        | C     | 6 agosto 1996     | Prometej    |
| 5  | Bohdana Anisova      | S     | 16 marzo 1992     | Uraločka    |
| 6  | Krystyna Nemceva     | L     | 15 giugno 1998    | Chimik      |
| 7  | Julija Herasymova    | C     | 15 settembre 1989 | Karayolları |
| 9  | Julija Bojko         | S     | 12 aprile 1998    | Chimik      |
| 11 | Anna Charčyns'ka     | S     | 25 maggio 2001    | Prometej    |
| 13 | Anastasija Karas'ova | L     | 12 maggio 1993    | Odush       |
| 14 | Dar'ja Velykokon'    | P     | 11 aprile 2002    | Chimik      |
| 16 | Nadija Kodola        | S     | 29 settembre 1988 | Žetysu      |
| 17 | Ol'ha Skrypak        | P     | 28 dicembre 1996  | Chimik      |
| 18 | Maryna Mel'nynčenko  | C     | 7 maggio 1998     | Prometej    |
| 24 | Olesja Rychljuk      | O     | 11 dicembre 1987  | Galatasaray |
| 33 | Iryna Truškina       | C     | 3 dicembre 1986   | Târgoviște  |

## Ungheria
| N° | Nome             | Ruolo | Data di nascita  | Squadra           |
| -- | ---------------- | ----- | ---------------- | ----------------- |
| -  | Jakub Głuszak    | All   | 1º gennaio 1986  | Vasas             |
| 1  | Gréta Szakmáry   | S     | 31 dicembre 1991 | Schweriner        |
| 2  | Fruzsina Tóth    | L     | 30 dicembre 1999 | Nyíregyháza       |
| 3  | Adrienn Vezsenyi | O     | 15 ottobre 1997  | MTK Budapest      |
| 4  | Fanni Bagyinka   | P     | 7 maggio 1998    | Újpest            |
| 7  | Kata Török       | S     | 26 maggio 1998   | Vasas             |
| 8  | Zsuzsanna Tálas  | P     | 9 luglio 1993    | Kaposvári         |
| 9  | Dalma Juhár      | L     | 14 ottobre 1999  | Vasas             |
| 10 | Kinga Szűcs      | S     | 8 giugno 1993    | Kaposvári         |
| 11 | Orsolya Papp     | C     | 18 luglio 1997   | MTK Budapest      |
| 13 | Anett Németh     | O     | 13 dicembre 1999 | Coastal Carolina  |
| 14 | Zsófia Gyimes    | C     | 14 agosto 1996   | Bordeaux-Mérignac |
| 16 | Ágnes Pallag     | S     | 2 settembre 1993 | Suhl              |
| 18 | Eszter Pekárik   | C     | 8 dicembre 1996  | Békéscsabai       |
| 19 | Gréta Kiss       | S     | 6 maggio 1998    | Vasas             |